# Corregimiento de Maule
La provincia de Maule, o corregimiento de Maule, era una división territorial del Imperio español dentro de la Capitanía General de Chile. 
Fue creada debido a la fundación de la Villa de San Agustín de Talca (1742). Estaba a cargo de un corregidor, quién presidía el Cabildo de la villa. En 1786, se convierte en el partido de Maule.